# كينيث هوستون
كينيث هوستون (بالإنجليزية: Kenneth Houston)‏ هو لاعب اتحاد الرغبي أيرلندي، ولد في 20 يوليو 1941.